# Volenti non fit iniuria
Volenti non fit iniuria (Latín: "no se comete injusticia con quien actuó voluntariamente"). Este brocardo resume el principio de respeto por la autonomía privada. Los jueces no corregirán lo pactado por dos particulares si estos actuaron voluntariamente porque nadie mejor que el propio individuo sabe lo que le conviene. La consecuencia es que la gente está obligada a cumplir lo que aceptó voluntariamente aunque, a ojos de terceros, la obligación asumida parezca injusta. En las relaciones extracontractuales, la expresión resume la idea según la cual no se genera un daño indemnizable cuando la víctima autorizó la actuación del que causa el daño.
Sin embargo, los sistemas judiciales modernos y los Estados no consideran que el individuo pueda decidir por su propia voluntad, de acuerdo a «Volenti non fit iniuria», y consideran que son ellos los responsables por cuidar a sus ciudadanos. Dichos Estados imponen una serie de prohibiciones que anteponen el interés común a la estricta libertad individual. 